# Пряме піднесення

Пряме піднесення і схилення на небесній сфері. Точкою відліку є точка весняного рівнодення - перетин небесного екватору (показано синім) та екліптики (показано червоним) у висхідному вузлі. Пряме піднесення вимірюється вздовж небесного екватора в східному напрямку (у напрямку руху Сонця).

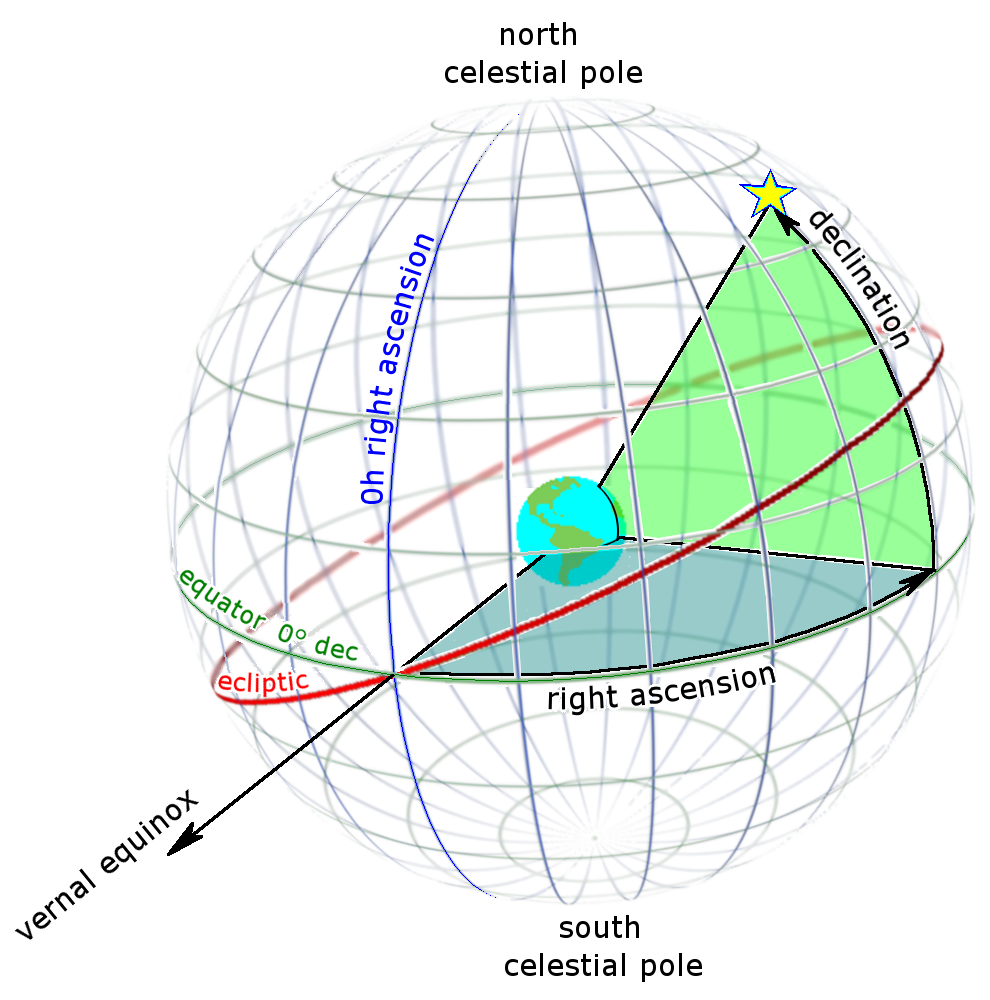
Пряме піднесення (показано синім) і схилення (зеленим) на небесній сфері.

Пряме́ підне́сення — в екваторіальній системі небесних координат
дуга небесного екватора від точки весняного рівнодення до кола схилення світила, або кут між напрямком на точку весняного рівнодення та площиною кола схилення світила.
Позначається грецькою літерою α.
Пряме піднесення є небесним еквівалентом земної довготи. Обидві величини (і пряме піднесення, і довгота) вимірюють кут уздовж екватора на схід від обраної нульової позначки. Нульове пряме піднесення відповідає точці весняного рівнодення — точці, у якій Сонце перетинає небесний екватор, переходячи з південної півкулі до північної. 
Пряме піднесення вимірюють у годинах ( h ), мінутах ( m ) та секундах ( s ) на схід від точки весняного рівнодення (зрідка також у градусній мірі — від 0° до 360°). 
Пряме піднесення застосовують для визначення розташування зір та визначення часу, необхідного для досягнення зіркою певної точки на небі. Наприклад, якщо зоря з прямим піднесенням 1h 30m 00s наразі перебуває на вашому меридіані, то зоря з прямим піднесенням 20h 00m 00s буде на цьому меридіані через 18,5 сидеричних годин.